# Kaprifolväxter
Kaprifolväxter (Caprifoliaceae) är en växtfamilj i klassen trikolpater. Den innefattar buskar, som ofta är slingrande eller krypande och har sambladig, vanligen mer eller mindre tydligt tvåläppig krona, fäst ovanpå fruktämnet. Familjen, som inte är särskilt artrik, tillhör den norra tempererade zonen och bergstrakterna av den heta. 

## Arter
I Sverige finns ett släkte som ursprungligt, men flera arter odlas och har förvildats. Vanligast i odling är vildkaprifol (Lonicera periclymenum) och snöbärsbuske (Symphoricarpos albus). Denna ska ej förväxlas med snöbollsbuske, som är en odlad, steril variant av olvon (Viburnum opulus 'sterile').

## Tidigare släkten
Flera släkten som tidigare ingick i kaprifolväxterna har numera flyttats till andra familjer, exempelvis linneasläktet (Linnaea) och paradisbusksläktet (Kolkwitzia) som numera ingår i linneaväxter samt getrissläktet (Diervilla) och prakttrysläktet (Weigela) som ingår i getrisväxter.